# Marek Gzik
Marek Krzysztof Gzik (ur. 3 września 1971 w Gliwicach) – polski inżynier, nauczyciel akademicki, samorządowiec i polityk, profesor nauk technicznych, profesor Politechniki Śląskiej, dziekan Wydziału Inżynierii Biomedycznej tej uczelni (2012–2020), przewodniczący Sejmiku Województwa Śląskiego (2022–2023), poseł na Sejm X kadencji (od 2023), wiceminister nauki (od 2023).

## Życiorys
Ukończył Technikum Samochodowe w Gliwicach, następnie w 1996 studia na Wydziale Mechanicznym Technologicznym Politechniki Śląskiej. Na tej samej uczelni uzyskiwał stopnie naukowe doktora (2000, na podstawie pracy Modelowanie i symulacja numeryczna odcinka szyjnego kręgosłupa człowieka) i doktora habilitowanego (2010, w oparciu o rozprawę zatytułowaną Identyfikacja sił w strukturach anatomicznych kręgosłupa szyjnego człowieka). 15 kwietnia 2015 otrzymał tytuł profesora nauk technicznych. Specjalizuje się w zagadnieniach związanych z inżynierią biomedyczną i biomechaniką.
Zawodowo związany z macierzystą uczelnią, od 2010 na stanowiskach profesorskich. Był prodziekanem Wydziału Inżynierii Biomedycznej ds. ogólnych i rozwoju. W 2011 objął stanowisko kierownika współtworzonej przez siebie Katedry Biomechatroniki. W latach 2012–2020 zajmował stanowisko dziekana Wydziału Inżynierii Biomedycznej, pełnił także funkcję pełnomocnika rektora uczelni ds. współpracy z przemysłem. Powoływany również w skład organów naukowych i doradczych różnych instytucji. W 2022 powołany na przewodniczącego rady uczelni Śląskiego Uniwersytetu Medycznego.
W wyborach w 2014 z listy Platformy Obywatelskiej uzyskał mandat radnego Sejmiku Województwa Śląskiego V kadencji. W 2018 z powodzeniem ubiegał się o reelekcję. 21 listopada 2022 został przewodniczącym sejmiku VI kadencji. W wyborach parlamentarnych w 2023 wystartował do Sejmu z listy Koalicji Obywatelskiej w okręgu gliwickim. Uzyskał mandat posła X kadencji, otrzymując 19 070 głosów.
W grudniu 2023 powołany na stanowisko sekretarza stanu w Ministerstwa Edukacji i Nauki (od stycznia 2024 jako sekretarz stanu w wydzielonym Ministerstwie Nauki i Szkolnictwa Wyższego).

## Wyniki wyborcze
| Wybory | Komitet wyborczy | Komitet wyborczy      | Organ                                    | Okręg          | Wynik          |
| ------ | ---------------- | --------------------- | ---------------------------------------- | -------------- | -------------- |
| 2014   |                  | Platforma Obywatelska | Sejmik Województwa Śląskiego V kadencji  | nr 4           | 6985 (3,84%)   |
| 2018   |                  | Koalicja Obywatelska  | Sejmik Województwa Śląskiego VI kadencji | nr 4           | 16 364 (6,74%) |
| 2023   | Sejm X kadencji  | Koalicja Obywatelska  | nr 29                                    | 19 070 (4,92%) |                |

## Odznaczenia i wyróżnienia
W 2006 odznaczony Brązowym Krzyżem Zasługi. Wyróżniony m.in. Medalem im. prof. Jana Szmeltera, Złotą Odznaką „Zasłużony dla Polskiego Towarzystwa Mechaniki Teoretycznej i Stosowanej”, Platynowym Laurem Umiejętności i Kompetencji „Nauka i Innowacyjność”.